# Regierung Jiří Rusnok
Die Regierung Jiří Rusnok bildete zwischen dem 10. Juli 2013 und dem 29. Januar 2014 die Regierung der Tschechischen Republik.
Nach dem Rücktritt von Petr Nečas als Premierminister am 17. Juni 2013 hatte sich die bisherige Koalition auf eine Fortsetzung der gemeinsamen Arbeit mit Miroslava Němcová als neue Premierministerin geeinigt. Staatspräsident Miloš Zeman, dem gemäß der tschechischen Verfassung die Auswahl und Ernennung des Ministerpräsidenten obliegt, setzte sich über diese von 101 (von 200) Abgeordneten unterstützte Nominierung hinweg, ernannte stattdessen am 25. Juni Jiří Rusnok zum neuen Premierminister und beauftragte ihn damit, eine Expertenregierung zu bilden. Am 10. Juli legte Rusnok seine endgültige Kabinettsliste vor, und der Staatspräsident vereidigte die neuen Minister. Dem Kabinett gehörten neben einigen unabhängigen Fachleuten ebenfalls einige dem Präsidenten nahestehende Personen an. Mit Radek Augustin stellte die damalige SPOZ den Büroleiter im Regierungsamt. Alle Mitglieder waren parteilos, jedoch waren Außenminister Jan Kohout, Arbeitsminister František Koníček und Justizministerin Marie Benešová unmittelbar vor Eintritt in die Regierung Mitglied der ČSSD gewesen. Auf Druck der Partei ließen sie ihre Mitgliedschaft jedoch mit Eintritt ins Kabinett ruhen. Andere Mitglieder der Regierung, namentlich der Premier selbst und Innenminister Martin Pecina, waren früher wie Miloš Zeman selbst Mitglied der Sozialdemokraten gewesen, galten aber später als Befürworter des Staatspräsidenten und der von ihm gegründeten SPOZ. Für die Öffentlichkeit überraschend war die Nominierung des ehemaligen Ministerpräsidenten Jan Fischer zum neuen Finanzminister und Vizepremier, der gegen Zeman bei der Präsidentschaftswahl wenige Monate zuvor kandidiert hatte.
Das Kabinett musste sich innerhalb von 30 Tagen nach der Angelobung der Vertrauensabstimmung im Abgeordnetenhaus stellen. Bereits im Vorfeld galt es als unwahrscheinlich, dass die Regierung das Vertrauen des Abgeordnetenhauses erhält. Bei der Vertrauensabstimmung am 7. August 2013 stimmten 93 Abgeordnete für die Regierung und 100 gegen sie. Für die Regierung stimmten die Sozialdemokraten, die Kommunisten und die Abgeordneten der Partei Věci veřejné sowie einige fraktionslose Abgeordnete. Gegen die Regierung stimmten die Abgeordneten der zuvor regierenden Parteien ODS, TOP 09 und LIDEM sowie ebenfalls einige fraktionslose Abgeordnete, darunter die beiden Abgeordneten der Volkssozialisten. Staatspräsident Zeman hatte unmittelbar vor der Vertrauensabstimmung bekannt gegeben, die Regierung auch bei Nichterreichung der Vertrauensabstimmung vorerst im Amt zu lassen. Allerdings erhielt auch die bisherige Koalition aus ODS, TOP 09 und LIDEM keine eigene rechnerische Mehrheit gegen die Regierung, was als Zustimmung für eine Regierung unter Miroslava Němcová gewertet worden wäre. Zwei Abgeordnete der ODS und die Vorsitzende der LIDEM Karolína Peake nahmen an der Abstimmung nicht teil. Die Parteien einigten sich nach der Abstimmung auf vorgezogene Neuwahlen als Ausweg aus der politischen Krise. Die Regierung blieb gemäß der tschechischen Verfassung bis zur Angelobung der nach diesen Neuwahlen gebildeten neuen Regierung am 29. Januar 2014 kommissarisch im Amt.

## Minister
| Amt                                           | Name              | Partei    |
| --------------------------------------------- | ----------------- | --------- |
| Ministerpräsident                             | Jiří Rusnok       | parteilos |
| Finanzen und erster stellv. Ministerpräsident | Jan Fischer       | parteilos |
| Inneres und stellv. Ministerpräsident         | Martin Pecina     | SPOZ      |
| Auswärtiges                                   | Jan Kohout        | ČSSD      |
| Verteidigung                                  | Vlastimil Picek   | parteilos |
| Bildung                                       | Dalibor Štys      | parteilos |
| Kultur                                        | Jiří Balvín       | parteilos |
| Arbeit und Soziales                           | František Koníček | ČSSD      |
| Gesundheit                                    | Martin Holcát     | parteilos |
| Justiz                                        | Marie Benešová    | ČSSD      |
| Wirtschaft und Handel                         | Jiří Cieńciała    | parteilos |
| Regionale Entwicklung                         | František Lukl    | SPOZ      |
| Landwirtschaft                                | Miroslav Toman    | SPOZ      |
| Verkehr                                       | Zdeněk Žák        | SPOZ      |
| Umwelt                                        | Tomáš Podivínský  | KDU-ČSL   |